# Росс 128
Росс 128 (англ. Ross 128), FI Девы (лат. FI Virginis) — одиночная звезда в созвездии Девы на расстоянии приблизительно 11 световых лет (около 3,4 парсек) от Солнца. Звёздная величина диапазона U звезды — от +14,26m до +13,82m. Возраст звезды определён как около 5 млрд лет.
Вокруг звезды обращается, как минимум, одна планета.

## Характеристики

Расстояние до ближайших звёзд от 20000 лет назад и до 80000 лет в будущем.

Росс 128 — красный карлик, эруптивная переменная звезда типа UV Кита (UV) спектрального класса M4V, или M4,5V. Масса — около 0,17 солнечной, радиус — около 0,19 солнечного, светимость — около 0,0038 солнечной. Эффективная температура — около 3093 K.
Звезда является тринадцатой по счёту в списке ближайших звёзд. Это очень тусклый красный карлик, имеющий массу 0,15 массы Солнца. Поскольку вспыхивающие звёзды, к которым принадлежит Росс 128, производят спорадические мощные вспышки, жизнь, подобная земной, не может зародиться у гипотетических планет, обращающихся вокруг неё. Излучение вспышек стало бы губительным для жизни. Поэтому исследователи обычно не включают системы данного типа в область поиска внеземных цивилизаций.

## Обнаружение радиосигналов неизвестного происхождения
В мае 2017 года у звезды Росс 128 радиотелескоп астрономической обсерватории Аресибо зафиксировал специфические сигналы широкополосных квазипериодических неполяризованных импульсов с очень сильной дисперсией, похожие на сигналы от солнечных вспышек II типа. 17 июля 2017 года сигналы были подтверждены радиотелескопом Аресибо, радиотелескопом Грин-Бэнк и антенной решёткой Аллена (Allen Telescope Array).
21 июля 2017 года после перепроверки данных учёные из Университета Пуэрто-Рико объявили, что таинственный сигнал, скорее всего, имеет земное происхождение — его излучает спутник или несколько спутников, находящихся на геостационарной орбите.

## Планетная система
26 октября 2017 года объявлено об открытии экзопланеты Росс 128 b, обращающейся с орбитальным периодом около 9,9 суток на расстоянии примерно 0,05 а.е. от звезды.
В 2019 году учёными, анализирующими данные проектов Hipparcos и Gaia, у звезды обнаружена планета HIP 57548 c.
Планета Росс 128 b была открыта методом Доплера с помощью инструмента HARPS в обсерватории La Silla в Чили. Первооткрыватели Росс 128 b считают, что это «наиболее умеренная планета, известная на данный момент», из-за её массы, температуры и местоположения вокруг умеренно активной родительской звезды. Предполагается, что температура на поверхности этой планеты лежит в пределах от 213 K (-60 °С) до 269 К (-4 °С) в зависимости от величины её неизвестного альбедо.
Это вторая по удалённости от Солнечной системы известная экзопланета земного типа после Проксимы Центавра b.

## Ближайшее окружение звезды
Следующие звёздные системы находятся на расстоянии в пределах 10 световых лет от Росс 128:
| Звезда        | Спектральный класс | Расстояние, св. лет |
| Вольф 359     | M5,8 V             | 3,8                 |
| Вольф 424 AB  | M5,5 Ve/M5,5 Ve    | 4,0                 |
| LP 731-58     | M6,5 V             | 5,7                 |
| Лаланд 21185  | M2 V               | 6,5                 |
| AD Льва       | M3 Ve              | 8,4                 |
| EE Льва       | M4 Ve              | 8,4                 |
| DENIS 1048-39 | M9 V?              | 9                   |
| LTT 12352     | M2 V               | 10,0                |

## В фантастике
- В телесериале Вавилон-5 в системе Росс 128 расположена колония людей, имеющая название «Леония».
- В компьютерной игре Frontier: Elite 2 на одной из внутренних планет Росс 128 находится колония заключённых.
- В компьютерной игре Descent: FreeSpace — The Great War первый контакт с расой антагонистов, и часть дальнейших действий, происходит в системе Росс 128.
- В цикле книг Сергея Лукьяненко об «изменённых» система Росс 128 считается обитаемой. В романе «Три дня Индиго» звезда упоминается как место боевых действий иноплатенных цивилизаций, а непонятный радиосигнал — их отголосок. В романе «Месяц за Рубиконом» часть действия происходит на планете Саельм у звезды Росс 128, описывается возможный мир у красного карлика. Планета защищена специальным экраном от вспышек неспокойной звезды.